# Mariem Alaoui Selsouli
Mariem Alaoui Selsouli (Marrakesh, 8 juli 1984) is een Marokkaanse atlete, die zich heeft toegelegd op de middellange en lange afstanden. Zij nam in 2008 deel aan de Olympische Spelen in Peking.

## Loopbaan

### Jeugd
Haar eerste succes behaalde ze in 2001 met het winnen van de 3000 m bij de Marokkaanse kampioenschappen. Dit bleek geen eenmalige prestatie op deze afstand. Een jaar later won ze bij de wereldkampioenschappen voor junioren in het Jamaicaanse Kingston een zilveren medaille en in 2003 bij de Afrikaanse jeugdkampioenschappen in Garoua een gouden medaille.

### Senioren
Op de 5000 m werd ze op belangrijke toernooien tweemaal vijfde: op de Universiade in 2005 en bij de Afrikaanse kampioenschappen in 2006. Eerder dat laatste jaar was ze op de wereldindoorkampioenschappen in Moskou zesde geworden op de 3000 m. Op hetzelfde toernooi twee jaar later in Valencia liep ze achter de twee Ethiopische vedettes Tirunesh Dibaba (1e in 8.38,79) en Meselech Melkamu (2e in 9.41,50) naar een zeer verdienstelijke bronzen medaille in 8.41,66.
Later dat jaar nam Mariem Alaoui Selsouli deel aan de Spelen in Peking, waar ze zich had ingeschreven voor de 5000 m. Ze slaagde er echter niet in om zich voor de finale te kwalificeren. Ze werd elfde in haar serie in 15.21,47 en was hiermee uitgeschakeld.

### Doping
Op 23 augustus 2009 werd bekendgemaakt, dat Alaoui Selsouli was betrapt op het gebruik van EPO. Ze werd voor twee jaar geschorst, te weten van 22 augustus 2009 tot en met 21 augustus 2011. Bovendien werden al haar resultaten vanaf 2 augustus 2009 ongeldig verklaard. Kort na het aflopen van haar schorsingstermijn ging het echter opnieuw mis. Op 6 juli 2012, tijdens de IAAF Diamond League wedstrijd in Parijs, waar zij een sensationeel snelle 1500 m liep in 3.56,15, werd zij opnieuw betrapt op het gebruik van een verboden middel. Ditmaal werd furosemide bij haar vastgesteld, een vochtafdrijvend middel dat de aanwezigheid van verschillende dopingmiddelen maskeert. Selsouli werd op 23 juli 2012 al uitgesloten van deelname aan de Olympische Spelen en voor de tweede keer in haar carrière geschorst, maar deze keer voor acht jaar. De Marokkaanse ging vervolgens tegen deze straf van de IAAF in beroep bij het Hof van Arbitrage voor Sport (CAS). Op 20 april 2014 werd bekendgemaakt, dat het CAS de eerder opgelegde schorsing had bekrachtigd.

## Titels
- Afrikaans jeugdkampioene 3000 m - 2003
- Marokkaans kampioene 3000 m - 2001
- Marokkaans kampioene 1500 m - 2005
- Marokkaans kampioene veldlopen - 2004
- Universitair kampioene veldlopen - 2004

## Persoonlijke records
Outdoor
| Onderdeel | Prestatie    | Datum             | Plaats |
| --------- | ------------ | ----------------- | ------ |
| 800 m     | 2.01,55      | 18 september 2011 | Milaan |
| 1500 m    | 3.56,15 (NR) | 6 juli 2012       | Parijs |
| 3000 m    | 8.29,52      | 25 juli 2007      | Monaco |
| 5000 m    | 14.36,52     | 13 juli 2007      | Rome   |

Indoor
| Onderdeel | Prestatie    | Datum            | Plaats   |
| --------- | ------------ | ---------------- | -------- |
| 1500 m    | 4.03,67 (NR) | 14 februari 2012 | Liévin   |
| 3000 m    | 8.35,86 (NR) | 9 februari 2008  | Valencia |

## Prestaties

### 1500 m
- 2002: 5e WJK - 4.16,08
- 2005: 10e Universiade - 4.18,81
- 2007: 4e WK - 4.01,52
- 2011:  Memorial Van Damme – 4.00,77
- 2012:  WK indoor - 4.07,78

### 3000 m
- 2001: 5e WK junioren B - 9.26,27
- 2002:  WJK - 9.16,28
- 2003:  Afrikaanse jeugdkamp. - 9.08,53
- 2006: 6e WK indoor - 8.55,97
- 2006: 4e Golden Spike in Ostrava - 8.49,15
- 2006:  Meeting Gobierno de Aragon in Zaragoza - 8.53,08
- 2006:  Meeting de Rabat - 8.53,47
- 2006:  CAA Grand Prix d'Alger in Algiers - 8.45,96
- 2006: 12e Wereldatletiekfinale - 9.06,40
- 2007:  Herculis in Fontvielle - 8.29,52
- 2008:  WK indoor - 8.41,66
- 2008:  Meeting International Mohammed VI in Rabat - 8.48,60
- 2008:  Tangiers International Meeting - 8.47,85
- 2012:  Prefontaine Classic – 8.34,47
- 2012:  Meeting Areva – 3.56,15

### 5000 m
- 2005: 5e Universiade - 16.07,99
- 2007:  Golden Gala – 14.36,52
- 2006: 5e Afrikaanse kamp. - 15.58,50
- 2008: 11e in serie OS - 15.21,47
- 2012:  Meeting International Mohammed VI d'Athlétisme in Rabat - 14.45,91

### 5 km
- 2015:  Race Against Racism in Lancaster - 17.26

### 10 km
- 2015:  Orange County Classic in Middletown - 35.01

### 15 km
- 2014: 4e Ouled Saleh - 55.30

### halve marathon
- 2012: 4e halve marathon van Marrakech - 1:16.51
- 2013:  halve marathon van Agadir - 1:18.32
- 2014: 5e halve marathon van Marrakech - 1:16.01
- 2015: 4e halve marathon van Marrakech - 1:15.20
- 2015:  halve marathon van Wheeling - 1:20.01

### veldlopen
- 2002: 25e WK junioren in Dublin - 21.50
- 2003: 13e WK junioren in Lausanne - 21.54
- 2004:  Marokkaanse kamp. in Rabat - 14.36,5
- 2004: 45e WK korte afstand in Brussel - 14.24
- 2004:  FISU World University kamp. in Turijn - 22.06
- 2005: 22e WK korte afstand in Saint Galmier - 14.09
- 2006: 15e WK korte afstand in Fukuoka - 13.14
- 2007: 17e WK in Mombasa - 28.53